# Абдулмеджидов, Ахмед Дибирович
Ахме́д Диби́рович Абдулмеджи́дов (авар. ГІабдулмажидил Дибирил АхІмад) — Герой Советского Союза, автоматчик роты автоматчиков 384-го отдельного батальона морской пехоты Одесской военно-морской базы Черноморского флота, краснофлотец.

## Биография
Родился в 1923 году в селе Моксоб (ныне Чародинского района республики Дагестан), в семье крестьянина. Работал чабаном в селе Цуриб того же района.
В 1942 году был призван в ряды Красной Армии, сразу попал на фронт. Участник битвы за Кавказ — в составе частей береговой обороны Черноморского флота участвовал в обороне Туапсе, где был ранен.
В апреле 1943 года краснофлотец Абдулмеджидов был направлен в 384-й отдельный батальон морской пехоты Черноморского флота, и осенью того же года участвовал в десантных операциях по освобождению Таганрога, Мариуполя и Осипенко, в боях на Кинбурнской косе, освобождении посёлков Херсонской области Александровка, Богоявленское (ныне Октябрьский) и Широкая Балка. В бою за Александровку вместе со своим другом краснофлотцем Демьяненко Абдулмеджидов уничтожил 2 огневые точки противника, а в бою за Широкую Балку — фашистский дот.
Во второй половине марта 1944 года вошёл в состав десантной группы под командованием старшего лейтенанта Константина Фёдоровича Ольшанского. Задачей десанта было облегчение фронтального удара советских войск в ходе освобождения города Николаева, являвшегося частью Одесской операции. После высадки в морском порту Николаева отряд в течение двух суток отбил 18 атак противника, уничтожив около 700 гитлеровцев. В этих боях погибли почти все десантники, в том числе и А. Д. Абдулмеджидов.
Краснофлотец А. Д. Абдулмеджидов вёл бой в конторе порта, сначала замещая второй номер пулемётного расчета. Когда пулемёт был разбит — вёл огонь из автомата. Дважды был ранен, но не ушёл на перевязку. Погиб 27 марта 1944 года.
Указом Президиума Верховного Совета СССР от 20 апреля 1945 года за образцовое выполнение боевых заданий командования на фронте борьбы с немецкими захватчиками и проявленные при этом отвагу и геройство краснофлотцу Абдулмеджидову Ахмеду Дибировичу присвоено звание Героя Советского Союза (посмертно).
Похоронен в братской могиле в городе Николаев в сквере 68 десантников.

## Награды
- Медаль «Золотая Звезда» Героя Советского Союза
- Орден Ленина

## Память
- Похоронен в братской могиле в городе Николаеве (Украина) в сквере 68-ми десантников.
- Там же в честь Героев открыт Народный музей боевой славы моряков-десантников, воздвигнут памятник.
- В посёлке Октябрьском на берегу Бугского лимана, откуда уходили на задание десантники, установлена мемориальная гранитная глыба с памятной надписью.
- Улицы А. Абдулмеджидова в г. Махачкала, г. Хасавюрт, с. Цуриб и с. Атланаул.
- Памятник герою в селении Цуриб.
- Герою посвящена поэма аварской поэтессы Фазу Алиевой «Восемнадцатая весна».